# Деветашка пещера
Деветашката пещера, намираща се близо до село Деветаки, община Ловеч, е сред най-големите пещери в България.

## Местоположение
Разположена е на около 7 km от Летница и на 15 km североизточно от Ловеч, близо до село Деветаки, на източния бряг на река Осъм. Достъпът до пещерата е по пътека, дълга над километър, която започва малко след отбивката от пътя Ловеч – гр. Левски за село Деветаки в източна посока, но при влажно време е затруднен. След моста има оформен импровизиран паркинг в тревата. Алтернативен път (по-подходящ за малки деца и възрастни хора, тъй като не е стръмен) води до паркинг на около 50 m от пещерата – пътят към него е малко след отбивката за село Деветаки (посока Ловеч – Левски).

## Изследване
Открита е през 1921 г. Нейната обща дължина е 2442 m, площта – 20 400 m², а височината – 60 m.
На около 40 m навътре от входа има просторна зала с площ 2400 m². Вътре в пещерата има два клона, през единия от които протича рекичка, а другият е сух и топъл. Има красиви сталактити и сталагмити. Сводовете на входа са внушителни.
Зала в пещерата носи името „Олтара“. В нея при разкопки от Регионалния исторически музей, Ловеч са открити някои от най-интересните останки от времето на неолита по българските земи. Включени са в експозицията на Музейна сбирка „Васил и Атанас Атанасови“.
Освен с археологическите находки пещерата е известна и с многообразието от обитатели. Заради размножителния период на населяващите пещерата бозайници през юни и юли изцяло се затваря за посетители. Там обитават 12 вида защитени земноводни, смок мишкар (включен в Червената книга), южен гребенест тритон, жаба дървесница, обикновена блатна костенурка, шипоопашата костенурка (включена в Световния червен списък), 82 вида птици, които се срещат в района, 13 от които включени в Червената книга, 34 вида бозайници (4 от които включени в Червената книга на България, а 15 – в световния червен списък) и 15 вида прилепи.
От отложения от късен вюрм (среден палеолит) в пещерата са намерени и изследвани от проф. Златозар Боев костните останки на общо 136 вида птици – над 1/3 от състава на съвременната орнитофауна на страната. С това Деветашката пещера се нарежда на първо място сред палеоорнитологичните находища в България. 

## Прилепи
Природната забележителност е дом на хиляди прилепи.
Деветашката пещера е сред трите най-важни убежища за хибернация на прилепи в Европа. Там зимува колония от над 35 000 екземпляра от видовете пещерен дългокрил, дългопръст нощник, голям подковонос и ръждив вечерник.
1. Голям подковонос (Rhinolophus ferrumequinum)
2. Малък подковонос (Rhinolophus hipposideros)
3. Южен подковонос (Rhinolophus euryale)
4. Подковонос на Мехели (Rhinolophus mehelyi)
5. Ръждив вечерник (Nyctalus noctula)
6. Нощник на Натерер (Myotis nattereri)
7. Мустакат нощник (Myotis mystacinus)
8. Голям нощник (Myotis myotis)
9. Трицветен нощник (Myotis emarginatus)
10. Воден нощник (Myotis daubentonii)
11. Дългопръст нощник (Myotis capaccinii)
12. Остроух нощник (Myotis blythii)
13. Пещерен дългокрил (Miniopterus schreibersii)
14. Савиево прилепче (Hypsugo savii)

Всички прилепи в страната са защитени от Закона за биологичното разнообразие, като четири от срещащите се в Деветашката пещера видове са включени в Червения списък на световнозастрашените видове: пещерният дългокрил, дългопръстият нощник, южният подковонос и подковоносът на Мехели.

## Любопитно
- В миналото пещерата е била използвана за съхранение на храни от държавния резерв. След това е засекретен военен обект.[6][7]
- През 1950-те е години е използвана за съхранение на петрол, а големите цистерни стоят близо до входа на пещерата до началото на XXI век. Към 2015 г. са изнесени и стоят само част от постаментите.
- Към 2015 г. е абсолютно невъзможно използването на пещерата за други цели. Двата моста, автомобилен и жп път, водещи до пещерата, са разрушени. Махането на релсите започва през 2001 година.[8]
- През 2011 г. в Деветашката пещера се снимат някои от по-мащабните сцени на мултимилионната холивудска продукция Непобедимите 2, в която участват голяма част от най-големите екшън герои на Холивуд като Брус Уилис, Джейсън Стейтъм, Силвестър Сталоун, Долф Лундгрен, Арнолд Шварценегер, Джет Ли, Жан-Клод Ван Дам и Чък Норис. За целите на снимките екипът и сценаристите на филма изграждат реален мост над река Осъм, който впоследствие оставят като „подарък“ на местните жители.[9] По време на снимките еколози и природозащитници протестират срещу нарушаване на спокойствието на защитените видове, обитаващи пещерата[10]. В друга холивудска продукция, „Конан Варварина“, също има записани кадри от пещерата.

## Туризъм
- Деветашка пещера е сред Стоте национални туристически обекта на Българския туристически съюз под номер 30в (има печат на БТС).
- След затварянето ѝ за военни цели пещерата не се превръща в пълноценен туристически обект. Въпреки че е отворена за посещения, не е с оформена инфраструктура.
- Пещерата е обявена за природна забележителност през 1996 г.

## Перспективи
- Деветашката пещера е в идеята на Регионална туристическа асоциация „Стара планина“ и сдружение „Болкан асист“ за използване на европейски фондове. Намерението е да се разработи нова туристическа дестинация „Деветашко плато“, в която е включен целият карстов район като ресурс за развитието на екологичен туризъм. Проектът, озаглавен „Девет стъпки за общо бъдеще“, обединява девет села (Агатово, Брестово, Горско Сливово, Деветаки, Крамолин, Крушуна, Къкрина, Кърпачево, Тепава) и три общини (Ловеч, Летница, Севлиево), както и няколко сдружения за развитието на Деветашкото плато.